# Rue Robert-Blache
La rue Robert-Blache est une voie du 10e arrondissement de Paris, en France.

## Situation et accès
La rue Robert-Blache est une voie publique située dans le 10e arrondissement de Paris. Elle débute au no 10 de la rue Monseigneur-Rodhain et se termine au no 5 de la rue Eugène-Varlin.

## Origine du nom

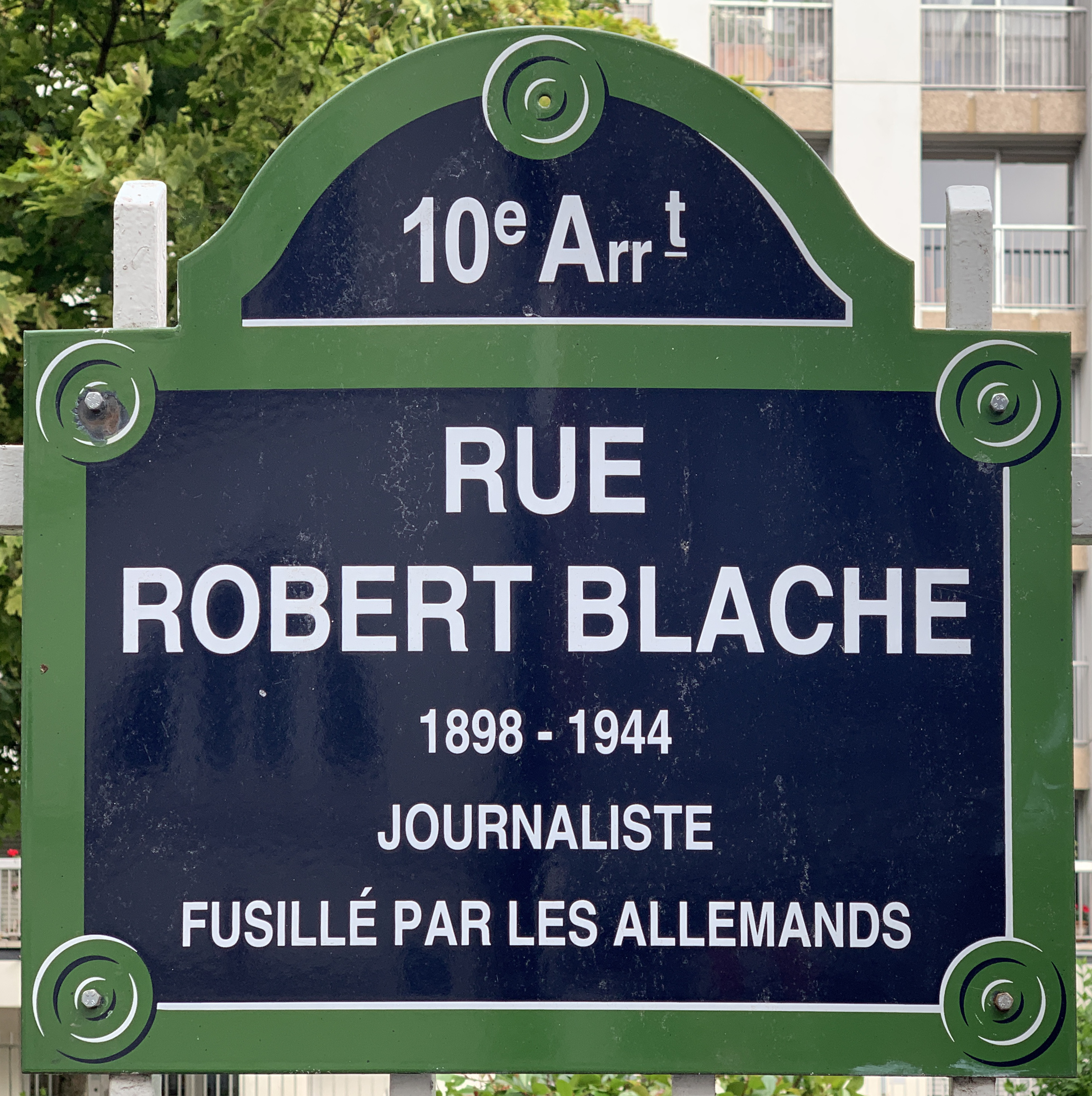
Plaque de la rue.

Elle porte le nom de Robert Blache (1898-1944), journaliste, résistant, qui a été fusillé par les Allemands le 5 août 1944.

## Historique
Cette rue est ouverte en 1825 sous le nom de « rue Marqfoy », du nom de l'un des propriétaires des terrains.
Une ordonnance royale du 22 mai 1825 porte ce qui suit :

« Article 1er - Les sieurs Bégé et Marqfoy sont autorisés à ouvrir sur leurs terrains, depuis la rue des Morts jusqu'à la rencontre du prolongement de l'impasse du Grand-Saint-Michel, une rue de douze mètres de largeur, etc.
Article 2e -  Cette autorisation est accordée à la charge par les impétrants :
- 1 - de supporter les frais de premier établissement de pavage et d'éclairage ;
- 2 - de se conformer aux règlements sur la voirie de Paris, et sous la réserve de tous les droits résultant du traité fait entre eux et la compagnie du canal, etc. »

Par arrêté du 8 juin 1946, elle prend le nom de « rue Robert-Blache ».

## Bâtiments remarquables et lieux de mémoire
- Le square Madeleine-Tribolati tout proche portait auparavant aussi le nom de Robert-Blache.